# Vila Maior (São Pedro do Sul)
Vila Maior é uma povoação portuguesa sede da Freguesia de Vila Maior do Município de São Pedro do Sul, freguesia com 14,09 km² de área e 872 habitantes (censo de 2021), tendo, por isso, uma densidade populacional de 61,9 hab./km².
A zona da Regada destaca-se pelas suas decorações de caracter natalício, que tem atraīdo mais e mais turistas de São Pedro do Sul, mas também de cidades mais distantes como Viseu ou Guarda. Um grande presépio de Natal, organizado pelos habitantes, pode também ser encontrado na Regada.
Constituiu, até ao início do século XIX, o couto de Goja. Tinha, em 1801, 898 habitantes.

## Demografia
A população registada nos censos foi:
| Distribuição da População por Grupos Etários | Distribuição da População por Grupos Etários | Distribuição da População por Grupos Etários | Distribuição da População por Grupos Etários | Distribuição da População por Grupos Etários |
| -------------------------------------------- | -------------------------------------------- | -------------------------------------------- | -------------------------------------------- | -------------------------------------------- |
| Ano                                          | 0-14 Anos                                    | 15-24 Anos                                   | 25-64 Anos                                   | > 65 Anos                                    |
| 2001                                         | 186                                          | 141                                          | 519                                          | 281                                          |
| 2011                                         | 112                                          | 122                                          | 473                                          | 255                                          |
| 2021                                         | 58                                           | 80                                           | 402                                          | 332                                          |

## Património
- Igreja Matriz de Vila Maior
- Capela da Senhora da Calmeias
- Capela da Senhora da Ribeira